# Taito Legends 2
Taito Legends 2 är en samling 39 (eller 43, se nedan) arkadspel utgiven av det japanska företaget Taito. Spelsamlingen finns utgiven till Playstation 2, PC och Xbox. Taito Legends 2 är en uppföljare till Taito Legends. Spelsamlingen innehåller bl.a. följande spel Lunar Rescue, Qix och tre versioner av Space Invaders.

## Spel
Taito Legends 2 består av följande 43 arkadspel fördelade över Xbox/PC och PS2 (Xbox/PC- och PS2-versionerna har vardera 4 exklusiva spel, totalt 39 spel per version).

### Alla plattformar
- Alpine Ski
- Arabian Magic
- Bonze Adventure (Jigoku Meguri i Japan)
- Cameltry
- Chack'n Pop
- Cleopatra Fortune
- Crazy Balloon
- Darius Gaiden
- Don Doko Don
- Dungeon Magic (Light Bringer i Japan)
- Elevator Action Returns (Elevator Action II i USA)
- The Fairyland Story
- Football Champ (Hat Trick Hero i Japan)
- Front Line
- Gekirindan
- Grid Seeker: Project Storm Hammer
- Growl (Runark i Japan)
- Gun Frontier
- Insector X
- KiKi KaiKai
- Kuri Kinton
- The Legend of Kage
- Liquid Kids (Mizubaku Adventure i Japan)
- Lunar Rescue
- Metal Black (Gun Frontier 2)
- Rastan Saga II (Nastar Warrior i USA, Nastar i andra länder)
- Puchi Carat
- Puzzle Bobble 2
- Qix
- Raimais
- Space Invaders '95 (Akkan-vaders i Japan)
- Space Invaders DX
- Super Space Invaders '91 (Majestic Twelve: The Space Invaders Part IV i Japan)
- Violence Fight
- Wild Western

### PS2 exclusives
- Balloon Bomber
- G-Darius
- RayStorm
- Syvalion

### Xbox/PC exclusives
- Bubble Symphony (Bubble Bobble 2 i vissa länder)
- Cadash
- Pop'n Pop
- RayForce (Gunlock i vissa länder)

### Fotnoter
1. 1 2  Redump.org.[källa från Wikidata]
2. ↑  ”Taito Legends 2” (på engelska). Mobygames. 12 mars 2006. https://www.mobygames.com/game/taito-legends-2. Läst 22 juli 2019.